# Степанов Сергій Олександрович (міністр)
Сергій Олександрович Степанов (19 жовтня 1903, місто Санкт-Петербург, тепер Російська Федерація — 26 грудня 1976, місто Москва) — радянський державний діяч, заступник голови Держплану СРСР, міністр сільськогосподарського машинобудування СРСР, міністр транспортного машинобудування СРСР. Кандидат у члени ЦК КПРС у 1952—1961 роках. Член ЦК КПРС у 1961—1966 роках. Депутат Верховної Ради СРСР 5—6-го скликань.

## Життєпис
Народився в родині робітника.
У 1919—1923 роках — чорнороб, слюсар торфорозробок «Синявіно» і «Пост-Торф'яний» в Петроградській і Новгородській губерніях.
У 1923—1926 роках — слухач робітничого факультету при Петроградському (Ленінградському) гірничому інституті.
У 1926—1931 роках — студент Московського вищого технічного училища імені Баумана, інженер-механік.
Член ВКП(б) з 1928 року.
У 1931—1933 роках — слухач військово-промислового відділення Військово-морської академії в Ленінграді.
У січні 1933 — грудні 1938 року — інженер-конструктор, майстер з випробування дизелів, начальник цеху, головний інженер Коломенського машинобудівного заводу Московської області.
У грудні 1938 — лютому 1939 року — заступник народного комісара машинобудування СРСР.
У лютому 1939 — квітні 1941 року — заступник, у квітні 1941 — січні 1942 року — 1-й заступник народного комісара важкого машинобудування СРСР.
У січні 1942 — жовтні 1945 року — заступник народного комісара танкової промисловості СРСР.
У жовтні 1945 — квітні 1949 року — заступник народного комісара (міністра), в квітні 1949 — грудні 1951 року — 1-й заступник міністра транспортного машинобудування СРСР.
31 грудня 1951 — 5 березня 1953 року — міністр сільськогосподарського машинобудування СРСР.
У березні 1953 — квітні 1954 року — заступник, 1-й заступник міністра машинобудування СРСР.
19 квітня 1954 — 10 березня 1957 року — міністр транспортного машинобудування СРСР.
29 травня 1957 — 25 грудня 1962 року — голова Ради народного господарства (раднаргоспу) Свердловського економічного адміністративного району.
25 грудня 1962 — травень 1963 року — голова Ради народного господарства (раднаргоспу) Середньоуральського економічного району в місті Свердловську.
10 травня 1963 — жовтень 1965 року — заступник голови Державного планового комітету Ради міністрів СРСР — міністр СРСР.
З жовтня 1965 року — персональний пенсіонер союзного значення в Москві.
Помер 26 грудня 1976 року. Похований в Москві на Новодівочому цвинтарі.

## Звання
- генерал-майор інженерно-танкової служби (21.01.1945)

## Нагороди
- три ордени Леніна
- орден Кутузова I ст.
- орден Кутузова II ст.
- три ордени Трудового Червоного Прапора
- орден «Знак Пошани»
- Сталінська премія ІІІ ст. (1951) — за докорінне удосконалення технології серійного виробництва потужних турбін